# Бугарски олимпијски комитет
Бугарски олимпијски комитет (буг. Български олимпийски комитет) је национални олимпијски комитет Бугарске. Његово седиште налази се у Софији.

## Историја
Бугарски олимпијски комитет основан је 30. марта 1923. године (први бугарски тим преко овог комитета је послат на олимпијске игре 1924), привремено угашен од 1944. до 1952, када је наставио да представља земљу у Олимпијком покрету.

## Председници
| Председник         | Период      |
| ------------------ | ----------- |
| Ефтим Китанчев     | 1923 – 1925 |
| Димитар Станчов    | 1925 – 1929 |
| Велизар Лозанов    | 1929 – 1941 |
| Рашков Атанасов    | 1941 – 1944 |
| Владимир Стојчев   | 1959 – 1982 |
| Иван Славков       | 1982 – 2005 |
| Стефка Костадинова | 2005 –      |

## Чланови МОК
| Члан              | Период      |
| ----------------- | ----------- |
| Димитар Цоков     | 1906 – 1912 |
| Димитар Станчов   | 1913 – 1929 |
| Стефан Чапрашиков | 1929 – 1944 |
| Владимир Стојчев  | 1952 – 1987 |
| Иван Славков      | 1987 – 2005 |

## Савези
| Савез                             | Летње или Зимске | Седиште |
| --------------------------------- | ---------------- | ------- |
| Атлетски савез Бугарске           | Летње            | Софија  |
| Бадминтон савез Бугарске          | Летње            | Софија  |
| Биатлон савез Бугарске            | Зимске           | Софија  |
| Бициклистички савез Бугарске      | Летње            | Софија  |
| Боб и скелетон савез Бугарске     | Зимске           | Софија  |
| Боксерски савез Бугарске          | Летње            | Софија  |
| Веслачки савез Бугарске           | Летње            | Софија  |
| Ватерполо савез Бугарске          | Летње            | Софија  |
| Голф савез Бугарске               | Летње            | Софија  |
| Једриличарски савез Бугарске      | Летње            | Софија  |
| Кајакашки савез Бугарске          | Летње            | Софија  |
| Карлинг савез Бугарске            | Зимске           | Софија  |
| Клизачки савез Бугарске           | Зимске           | Софија  |
| Коњички савез Бугарске            | Летње            | Софија  |
| Кошаркашки савез Бугарске         | Летње            | Софија  |
| Мачевачки савез Бугарске          | Летње            | Софија  |
| Одбојкашки савез Бугарске         | Летње            | Софија  |
| Пливачки савез Бугарске           | Летње            | Софија  |
| Рагби савез Бугарске              | Летње            | Софија  |
| Рвачки савез Бугарске             | Летње            | Софија  |
| Рукометни савез Бугарске          | Летње            | Софија  |
| Савез Бугарске за дизање тегова   | Летње            | Софија  |
| Савез Бугарске за модерни петобој | Летње            | Софија  |
| Савез хокеја на леду Бугарске     | Зимске           | Софија  |
| Санкашки савез Бугарске           | Зимске           | Софија  |
| Скијашки савез Бугарске           | Зимске           | Софија  |
| Стонотениски савез Бугарске       | Летње            | Софија  |
| Стреличарски савез Бугарске       | Летње            | Софија  |
| Стрељачки савез Бугарске          | Летње            | Софија  |
| Теквондо савез Бугарске           | Летње            | Софија  |
| Тениски савез Бугарске            | Летње            | Софија  |
| Трамболина савез Бугарске         | Летње            | Софија  |
| Триатлон савез Бугарске           | Летње            | Софија  |
| Фудбалски савез Бугарске          | Летње            | Софија  |
| Хокеј савез Бугарске              | Летње            | Софија  |
| Џудо савез Бугарске               | Летње            | Софија  |